# Zaklopača (gmina miejska Grocka)
Zaklopača (cyr. Заклопача) – wieś w Serbii, w mieście Belgrad, w gminie miejskiej Grocka. W 2011 roku liczyła 2297 mieszkańców.